# Ora dal vivo
Ora dal vivo è il quinto album dal vivo del cantautore italiano Gigi D'Alessio, pubblicato il 14 ottobre 2014.

## Descrizione
Il disco è stato registrato durante l'Ora Tour 2014 e contiene una selezione di svariati brani eseguiti dal vivo e gli inediti Vivi, Una lunga sera e Non è vero che tutto in amore è possibile.

## Tracce

### CD 1
1. Vivi – 3:53
2. Una lunga sera – 3:37
3. Prima o poi – 3:54
4. Quanti amori – 4:50
5. Cosa te ne fai di un altro uomo – 4:34
6. Chiaro – 3:51
7. Cronaca d'amore – 3:50
8. Medley 1: Primo appuntamento, Una notte al telefono, Dove sei, Non riattaccare, Il cammino dell'età – 7:41
9. Prova a richiamarmi amore – 3:54
10. Un nuovo bacio – 4:12
11. Non dirgli mai – 5:04
12. Medley 2: Annarè, Tu che ne sai, Sei importante, Le mani, Giorni – 10:22
13. Occhi nuovi – 3:33
14. Vita – 3:39

### CD 2
1. Non è vero che tutto in amore è possibile – 3:51
2. Notti di lune storte – 5:11
3. Como suena el corazon – 4:21
4. Mon amour – 4:03
5. Medley 3: Apri le braccia, Liberi da noi, Oj nenna nè, Quel che resta del mio amore, Canterò di te – 8:38
6. Il falco e la rondine – 3:34
7. Si turnasse a nascere – 3:36
8. Medley 4: L'amore che non c'è, Insieme a lei, Nessuno te lo ha detto mai, Respirare, Non mollare mai – 8:23
9. Medley napoletano: Cient'anne, Ll'e vulute tu, Comme si femmena, Sotto le lenzuola, Mez'ora fa, Na canzona nova, Cumpagnia mia, Fotomodelle un po' povere, 30 canzoni, Chiove, Di notte, Meza bucia, Guagliuncè, Buongiorno, Napule – 16:04
10. Ora – 4:40

## Formazione
- Gigi D'Alessio – voce, chitarra
- Maurizio Fiordiliso – chitarra
- Pippo Seno – chitarra elettrica
- Carmine Napolitano – batteria
- Roberto D'Aquino – basso
- Roberto della Vecchia – pianoforte
- Francesco D'Alessio – tastiera
- Arnaldo Vacca – percussioni